# ليندسي ديكر
ليندسي ديكر (بالإنجليزية: Lindsey Decker)‏ هي فنانة أمريكية، ولدت في 1923، وتوفيت في 1994.